# Slittino ai XX Giochi olimpici invernali

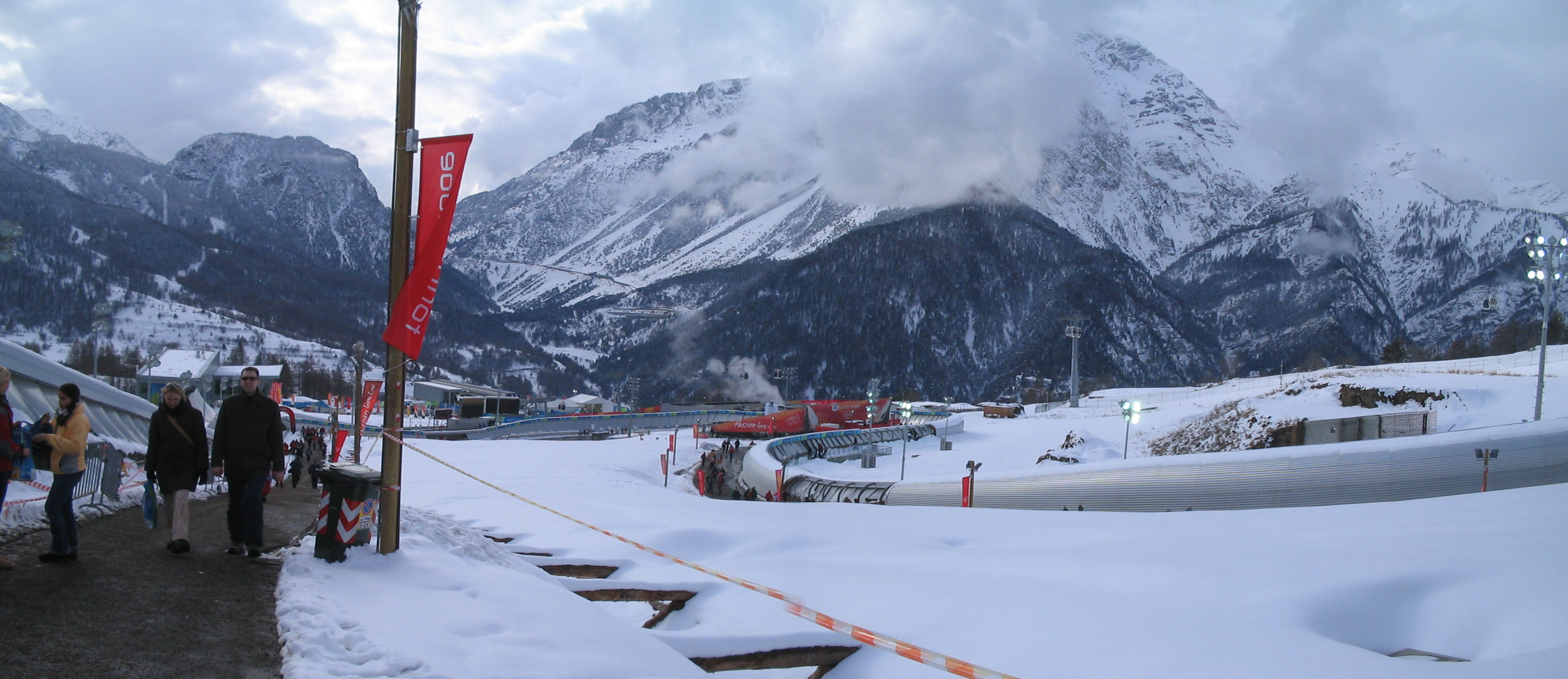
La pista di Cesana Pariol

Le gare di slittino ai XX Giochi olimpici invernali si sono svolte dall'11 al 15 febbraio sulla pista di Cesana Pariol.

## Risultati

### Singolo maschile
Cesana - 11 e 12 febbraio 2006
| Pos. | Atleta           | Nazione     | Tempo    | I manche    | II manche  | III manche | IV manche  |
| 1    | Armin Zöggeler   | Italia      | 3'26"088 | 51"718 (1)  | 51"414 (1) | 51"430 (2) | 51"526 (5) |
| 2    | Al'bert Demčenko | Russia      | 3'26"198 | 51"747 (2)  | 51"543 (6) | 51"396 (1) | 51"512 (3) |
| 3    | Mārtiņš Rubenis  | Lettonia    | 3'26"445 | 51"913 (5)  | 51"497 (4) | 51"561 (3) | 51"474 (2) |
| 4    | Tony Benshoof    | Stati Uniti | 3'26"598 | 51"907 (4)  | 51"458 (2) | 51"674 (7) | 51"559 (6) |
| 5    | David Möller     | Germania    | 3'26"711 | 52"085 (8)  | 51"533 (5) | 51"655 (5) | 51"438 (1) |
| 6    | Jan Eichhorn     | Germania    | 3'26"743 | 52"103 (10) | 51"469 (3) | 51"656 (6) | 51"515 (4) |

### Singolo femminile
Cesana - 13 e 14 febbraio 2006
| Pos. | Atleta            | Nazione     | Tempo    | I manche   | II manche  | III manche | IV manche  |
| 1    | Sylke Otto        | Germania    | 3'07"979 | 47"041 (1) | 46"820 (1) | 46"902 (1) | 47"216 (3) |
| 2    | Silke Kraushaar   | Germania    | 3'08"115 | 47"269 (4) | 46"860 (2) | 46"991 (2) | 46"995 (2) |
| 3    | Tatjana Hüfner    | Germania    | 3'08"460 | 47"109 (2) | 47"269 (6) | 47"101 (3) | 46"981 (1) |
| 4    | Courtney Zablocki | Stati Uniti | 3'08"852 | 47"253 (3) | 47"129 (3) | 47"234 (5) | 47"236 (6) |
| 5    | Veronika Halder   | Austria     | 3'09"087 | 47"426 (6) | 47"137 (4) | 47"246 (6) | 47"278 (7) |
| 6    | Lilija Ludan      | Ucraina     | 3'09"275 | 47"439 (7) | 47"378 (8) | 47"150 (4) | 47"308 (9) |

### Doppio
Cesana - 15 febbraio 2006
| Pos. | Nazione  | Atleti                                    | Tempo    | I manche   | II manche   |
| 1    | Austria  | Andreas Linger Wolfgang Linger            | 1'34"497 | 47"028 (1) | 47"469 (2)  |
| 2    | Germania | André Florschütz Torsten Wustlich         | 1'34"807 | 47"141 (3) | 47"666 (3)  |
| 3    | Italia   | Gerhard Plankensteiner Oswald Haselrieder | 1'34"930 | 47"236 (5) | 47"694 (5)  |
| 4    | Austria  | Tobias Schiegl Markus Schiegl             | 1'34"951 | 47"108 (2) | 47"843 (10) |
| 5    | Italia   | Christian Oberstolz Patrick Gruber        | 1'34"956 | 47"620 (9) | 47"336 (1)  |
| 6    | Germania | Patric Leitner Alexander Resch            | 1'34"960 | 47"198 (4) | 47"762 (7)  |

## Medagliere per nazioni
| Pos. | Paese    | Oro | Argento | Bronzo | Totale |
| ---- | -------- | --- | ------- | ------ | ------ |
| 1    | Germania | 1   | 2       | 1      | 4      |
| 2    | Italia   | 1   | 0       | 1      | 2      |
| 3    | Austria  | 1   | 0       | 0      | 1      |
| 4    | Russia   | 0   | 1       | 0      | 1      |
| 5    | Lettonia | 0   | 0       | 1      | 1      |